# Arkaïm
Arkaïm (en russe : Аркаим) est un site archéologique de l'Âge du bronze situé dans le sud-est de l'Oural, en Russie, juste au nord-ouest de la frontière du Kazakhstan. Le site est daté du XXe au XVIe siècle av. J.-C. Il s'agit d'une implantation de la culture indo-européenne de Sintachta.

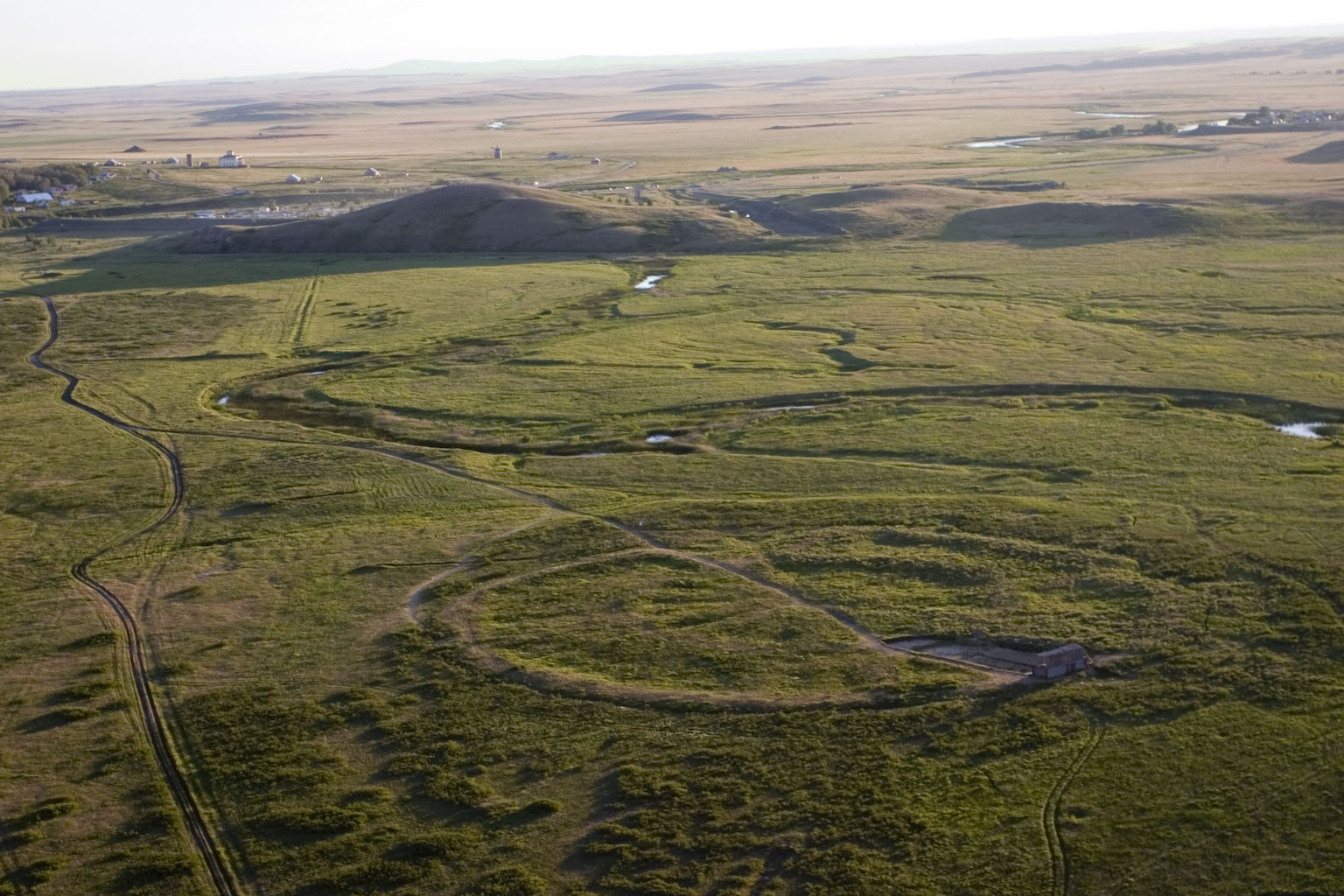
Vue du site d'Arkaim et du paysage environnant

## Situation
Arkaïm se trouve 8,2 km au nord-nord-ouest d'Amourski, et 2,3 km au sud-sud-est d'Alexandrovski, deux villages de l'oblast de Tcheliabinsk, en Sibérie occidentale.

## Historique
Le site est découvert en 1987 par une équipe d'archéologues de Tcheliabinsk menée par Guennadi Zdanovitch, de l'Université d'État de Tcheliabinsk. Ils sont chargés d'évaluer l'intérêt archéologique d'une zone située à la confluence des rivières Bolshaya Karaganka et Utyaganka, par mesure d'archéologie préventive. La construction d'un futur réservoir de barrage avait été entamée à l'automne précédent et la zone devait être inondée pour créer un plan d'eau derrière le barrage. Quelques sites archéologiques étaient déjà connus dans les parages, mais ils avaient donné lieu à peu de découvertes et n'étaient pas considérés comme dignes d'être préservés. L'inondation du site était prévue pour le printemps 1988.
Le 20 juin, deux étudiants membres de l'expédition, Aleksandr Voronkov et Aleksandr Ezril, informent les archéologues qu'ils ont repéré des talus de forme étrange dans la steppe. Zdanovitch annonce la découverte dans la soirée. À l'époque, et depuis les années 1970, les savants soviétiques sont engagés dans d'âpres controverses au sujet de la région où se serait développé à l'origine un supposé peuple indo-européen, et Zdanovitch espère alors que ces vestiges constitueront un pivot dans ce débat. La culture de Sintachta, découverte durant les années 1970, avait livré un modèle ancien de char à chevaux, ce qui avait montré que les cultures de l'Oural méridional avaient joué un rôle important dans le développement d'une technique et d'une culture complexes. Aux yeux de Zdanovitch, la découverte d'Arkaïm en constituait une preuve supplémentaire.
La lutte pour la préservation du site s'avère cependant difficile, car le projet de réservoir est mené par le ministre des Ressources hydrauliques de l'Union soviétique, un homme politique alors très puissant. L'achèvement du projet avait été prévu initialement pour l'été 1989, mais les constructeurs avaient l'intention de hâter la construction pour la terminer au printemps 1988. Les archéologues font alors de leur mieux pour mobiliser l'opinion publique en faveur du sauvetage d'Arkaïm, en réclamant d'abord un gel du projet de réservoir jusqu'en 1990 ; des universitaires et des personnalités publiques prennent à leur tour la défense du site. En mars 1989, le Praesidium de la branche de l'Oural à l'Académie des sciences de l'Union soviétique institue en bonne et due forme un laboratoire scientifique pour l'étude de la culture antique de l'oblast de Tcheliabinsk et demande au Conseil des ministres de la fédération de Russie de déclarer la zone comme aire protégée en raison de sa valeur historique.
Au cours des mois suivants, le ministre des Ressources hydrauliques perd rapidement de son pouvoir à mesure que l'Union soviétique s'achemine vers son éclatement. En avril 1991, le Conseil des ministres déclare officiellement l'annulation du projet de réservoir et fait d'Arkaïm un « musée historique et géographique ».
Dans la décennie qui a suivi la découverte d'Arkaïm, plus de vingt autres sites similaires, circulaires ou rectangulaires, ont été découverts dans le sud de l'Oural et le nord du Kazakhstan. Ils datent d'entre le XVIIIe et le XVIe siècle av. J.-C. Cette vaste zone a été surnommée par les archéologues le « pays des villes fortifiées » et elle s'étend sur une superficie d'environ 400 × 150 km. Certains de ces sites montrent des vestiges de pierre mieux conservés et plus impressionnants que ceux visibles à Arkaïm, mais ce dernier site est mieux connu du grand public en raison de la médiatisation dont il a fait l'objet quand les archéologues luttaient pour sa sauvegarde.
En mai 2005, le site a été visité par le président Vladimir Poutine.

## Description

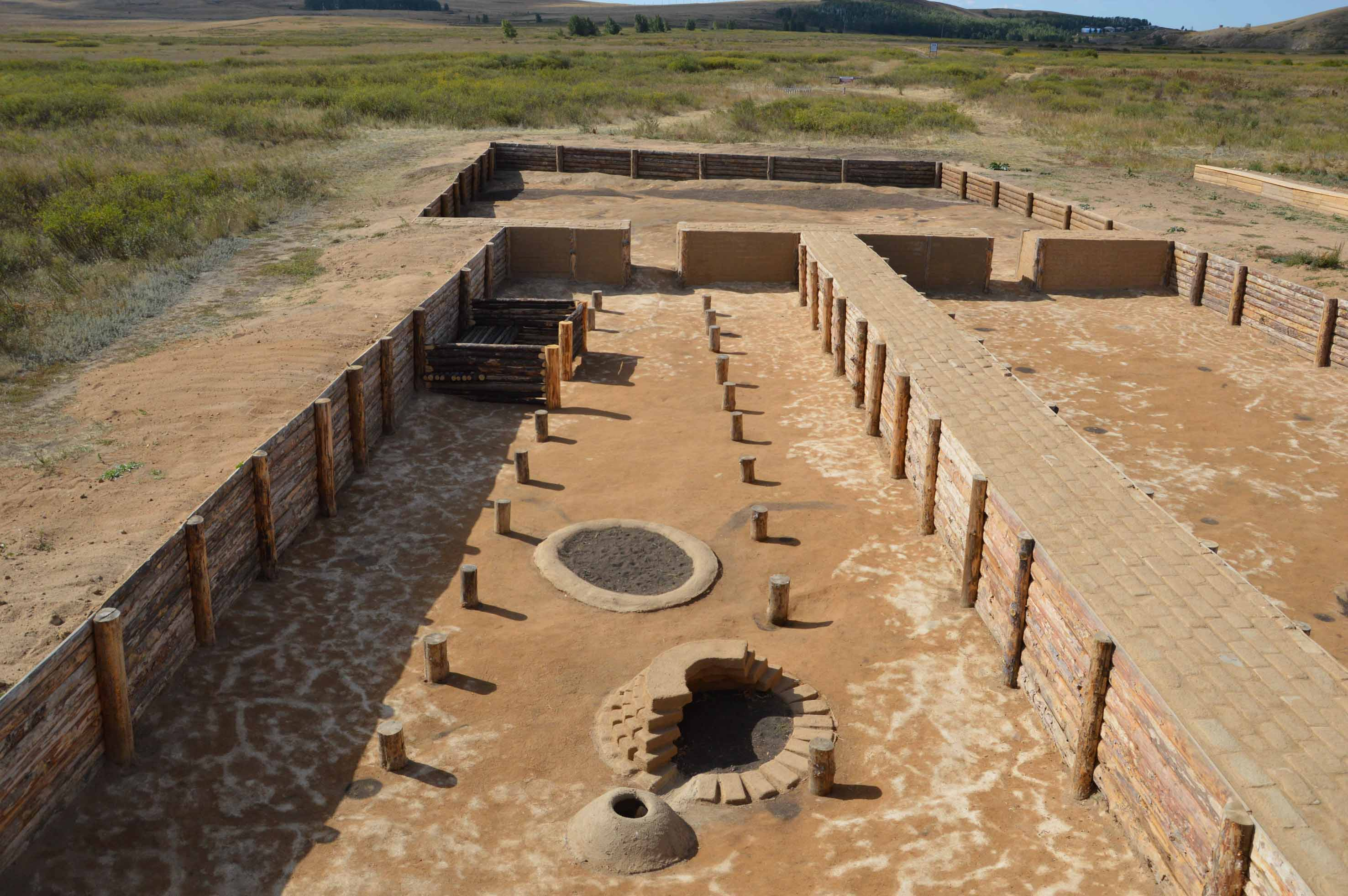
Fouille et reconstruction partielle du bâtiment

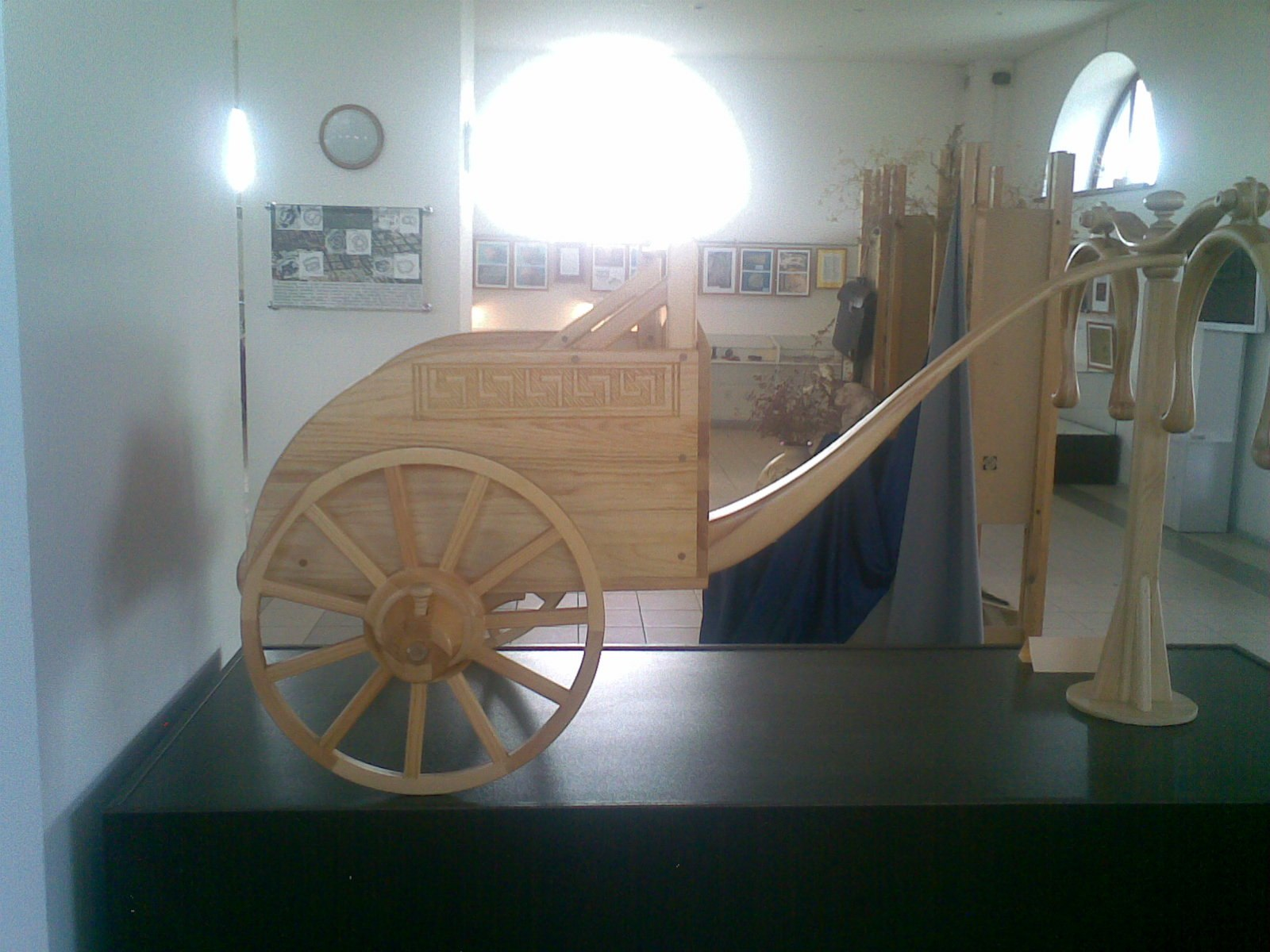
Modèle de char, musée d'Arkaim

Arkaïm était une forteresse circulaire d'environ 150 m de diamètre, protégée par deux murs d'enceinte concentriques bâtis en adobe sur des charpentes en bois et renforcés par des briques d'argile crues, sur une épaisseur de 4 à 5 m et une hauteur de 5,5 m . Le site couvre une surface d'environ 20 000 m2 (2 hectares). L'ensemble des lieux est entouré d'un fossé de 2 m de profondeur[réf. nécessaire].
À l'intérieur étaient disposées une soixantaine de maisons semi-enterrées pourvues de foyers, de celliers, de puits et de fourneaux pour la forge du métal. Les habitations disposaient d'une surface de 110 à 180 m2. Elles donnaient sur une rue intérieure circulaire pavée de blocs de bois. La rue était longée par un égout de drainage couvert comprenant des trous pour collecter l'eau. Au centre du complexe s'étendait une place rectangulaire. L'anneau extérieur comprenait 39 ou 40 logements, avec des ouvertures donnant sur la rue circulaire. L'anneau intérieur comprenait 27 logements, disposés le long de l'enceinte intérieure, avec des portes ouvrant sur la place centrale carrée de 25 × 27 m. Les murs d'enceinte étaient percés par quatre voies d'accès, constituées par des passages construits de façon complexe afin de rendre plus difficile une attaque ennemie, avec une entrée principale à l'ouest. 
À proximité des murs d'Arkaïm se trouvaient des terres arables, 130-140 m par 45 m (430 à 460 m par 150 m), irriguées par un réseau de canaux et de fossés. Des restes de graines de millet et d'orge ont été trouvés[réf. nécessaire].
Bien que le site ait été incendié et abandonné, beaucoup de détails sont visibles et bien conservés. Arkaïm est similaire dans la forme mais bien mieux conservé que sa voisine Sintachta, où le premier char a été exhumé.

## Analyse
Zdanovitch estime qu'environ 1 500 à 2 500 personnes pourraient avoir vécu dans le village[réf. nécessaire]. Les découvertes suggèrent que le complexe a été bâti en suivant un plan, ce qui indique que la communauté qui l'a construit disposait d'une structure sociale développée et de dirigeants investis d'une autorité politique.
Le site est daté du XXe au XVIe siècle av. J.-C.. Cette datation suggère que le village était contemporain de l'expansion indo-iranienne vers l'Asie du Sud (fin de la Civilisation de la vallée de l'Indus vers 1900 av. J.-C.), et vers l'Anatolie (émergence du Mittani vers 1500 av. J.-C.).

## Récupérations politiques et ésotériques
Sitôt découvert, le site d'Arkaïm a fait l'objet de nombreuses interprétations parfois fantaisistes ainsi que de récupérations politiques liées au nationalisme extrémiste en Russie. Arkaïm a éveillé l'attention d'une large portion du public et des médias en Russie, y compris des organisations ésotériques, New Age et pseudoscientifiques.
Afin de faire un peu de publicité au site archéologique, les premiers fouilleurs ont surnommé Arkaïm « Swastika City », « Mandala City », et « l'ancienne capitale de la civilisation aryenne des origines, comme décrite dans l'Avesta et les Vedas ». La description se réfère à la forme en svastika, presque similaire à la croix gammée (il suffit de la retourner pour que ses branches aillent dans le sens des aiguilles d'une montre), mais avec des bras arrondis (similaire à la croix basque) attachés à un anneau central au lieu d'une croix.
La similitude de la latitude, de la datation et de la taille ont conduit certains archéoastronomes (Bystrushkin 2003) à comparer Arkaïm à Stonehenge, en Angleterre. Selon leurs déclarations, l'observatoire néolithique de Stonehenge permet l'observation de 15 phénomènes astronomiques à partir de 22 éléments, alors que l'observatoire d'Arkaïm permet l'observation de 18 phénomènes astronomiques à partir de 30 éléments. La précision des mesures de Stonehenge est estimée à 10 arc-minute à un degré, alors qu'à Arkaïm il descend à 1 arc-minute. Une telle précision des observations astronomiques n'a pas été répétée avant la compilation de l'Almageste environ deux millénaires plus tard. L'interprétation selon laquelle Stonehenge ou Arkaïm auraient servi d'observatoires n'est pas largement acceptée.

## Dans la culture populaire
- Dans l'album Huit Heures à Berlin de la série Blake et Mortimer, paru en 2022, dont la trame se situe en 1963, Mortimer est invité en URSS pour visiter les travaux du site d'Arkaïm, où ont aussi été trouvés des cadavres dont le visage était écorché.